# All-NBA Team 1960-1970
Cestisti inseriti nell'All-NBA Team per il periodo 1960-1970

## Elenco
|           | Membri del Naismith Memorial Basketball Hall of Fame |
| Grassetto | NBA Most Valuable Player                             |

| Stagione  |                      |                        |                      |                        |
| Stagione  | 1º quintetto         | 1º quintetto           | 2º quintetto         | 2º quintetto           |
| Stagione  | Giocatore            | Squadra                | Giocatore            | Squadra                |
| --------- | -------------------- | ---------------------- | -------------------- | ---------------------- |
| 1960-1961 | Elgin Baylor (3)     | Los Angeles Lakers     | Dolph Schayes (12)   | Syracuse Nationals     |
| 1960-1961 | Bob Pettit (7)       | St. Louis Hawks        | Tom Heinsohn         | Boston Celtics         |
| 1960-1961 | Wilt Chamberlain (2) | Philadelphia Warriors  | Bill Russell (4)     | Boston Celtics         |
| 1960-1961 | Bob Cousy (10)       | Boston Celtics         | Larry Costello       | Syracuse Nationals     |
| 1960-1961 | Oscar Robertson      | Cincinnati Royals      | Gene Shue (2)        | Detroit Pistons        |
| 1961-1962 | Bob Pettit (8)       | St. Louis Hawks        | Tom Heinsohn (2)     | Boston Celtics         |
| 1961-1962 | Elgin Baylor (4)     | Los Angeles Lakers     | Jack Twyman (2)      | Cincinnati Royals      |
| 1961-1962 | Wilt Chamberlain (3) | Philadelphia Warriors  | Bill Russell (5)     | Boston Celtics         |
| 1961-1962 | Jerry West           | Los Angeles Lakers     | Richie Guerin (3)    | New York Knicks        |
| 1961-1962 | Oscar Robertson (2)  | Cincinnati Royals      | Bob Cousy (11)       | Boston Celtics         |
| 1962-1963 | Elgin Baylor (5)     | Los Angeles Lakers     | Tom Heinsohn (3)     | Boston Celtics         |
| 1962-1963 | Bob Pettit (9)       | St. Louis Hawks        | Bailey Howell        | Detroit Pistons        |
| 1962-1963 | Bill Russell (6)     | Boston Celtics         | Wilt Chamberlain (4) | San Francisco Warriors |
| 1962-1963 | Oscar Robertson (3)  | Cincinnati Royals      | Bob Cousy (12)       | Boston Celtics         |
| 1962-1963 | Jerry West (2)       | Los Angeles Lakers     | Hal Greer            | Syracuse Nationals     |
| 1963-1964 | Elgin Baylor (6)     | Los Angeles Lakers     | Tom Heinsohn (4)     | Boston Celtics         |
| 1963-1964 | Bob Pettit (10)      | St. Louis Hawks        | Jerry Lucas          | Cincinnati Royals      |
| 1963-1964 | Wilt Chamberlain (5) | San Francisco Warriors | Bill Russell (7)     | Boston Celtics         |
| 1963-1964 | Oscar Robertson (4)  | Cincinnati Royals      | John Havlicek        | Boston Celtics         |
| 1963-1964 | Jerry West (3)       | Los Angeles Lakers     | Hal Greer (2)        | Philadelphia 76ers     |
| 1964-1965 | Elgin Baylor (7)     | Los Angeles Lakers     | Bob Pettit (11)      | St. Louis Hawks        |
| 1964-1965 | Jerry Lucas (2)      | Cincinnati Royals      | Gus Johnson          | Baltimore Bullets      |
| 1964-1965 | Bill Russell (8)     | Boston Celtics         | Wilt Chamberlain (6) | Philadelphia 76ers     |
| 1964-1965 | Oscar Robertson (5)  | Cincinnati Royals      | Sam Jones            | Boston Celtics         |
| 1964-1965 | Jerry West (4)       | Los Angeles Lakers     | Hal Greer (3)        | Philadelphia 76ers     |
| 1965-1966 | Rick Barry           | San Francisco Warriors | John Havlicek (2)    | Boston Celtics         |
| 1965-1966 | Jerry Lucas (3)      | Cincinnati Royals      | Gus Johnson (2)      | Baltimore Bullets      |
| 1965-1966 | Wilt Chamberlain (7) | Philadelphia 76ers     | Bill Russell (9)     | Boston Celtics         |
| 1965-1966 | Oscar Robertson (6)  | Cincinnati Royals      | Sam Jones (2)        | Boston Celtics         |
| 1965-1966 | Jerry West (5)       | Los Angeles Lakers     | Hal Greer (4)        | Philadelphia 76ers     |
| 1966-1967 | Rick Barry (2)       | San Francisco Warriors | Willis Reed          | New York Knicks        |
| 1966-1967 | Elgin Baylor (8)     | Los Angeles Lakers     | Jerry Lucas (4)      | Cincinnati Royals      |
| 1966-1967 | Wilt Chamberlain (8) | Philadelphia 76ers     | Bill Russell (10)    | Boston Celtics         |
| 1966-1967 | Jerry West (6)       | Los Angeles Lakers     | Hal Greer (5)        | Philadelphia 76ers     |
| 1966-1967 | Oscar Robertson (7)  | Cincinnati Royals      | Sam Jones (3)        | Boston Celtics         |
| 1967-1968 | Elgin Baylor (9)     | Los Angeles Lakers     | Willis Reed (2)      | New York Knicks        |
| 1967-1968 | Jerry Lucas (5)      | Cincinnati Royals      | John Havlicek (3)    | Boston Celtics         |
| 1967-1968 | Wilt Chamberlain (9) | Philadelphia 76ers     | Bill Russell (11)    | Boston Celtics         |
| 1967-1968 | Dave Bing            | Detroit Pistons        | Hal Greer (6)        | Philadelphia 76ers     |
| 1967-1968 | Oscar Robertson (8)  | Cincinnati Royals      | Jerry West (7)       | Los Angeles Lakers     |
| 1968-1969 | Billy Cunningham     | Philadelphia 76ers     | John Havlicek (4)    | Boston Celtics         |
| 1968-1969 | Elgin Baylor (10)    | Los Angeles Lakers     | Dave DeBusschere     | New York Knicks        |
| 1968-1969 | Wes Unseld           | Baltimore Bullets      | Willis Reed (3)      | New York Knicks        |
| 1968-1969 | Earl Monroe          | Baltimore Bullets      | Hal Greer (7)        | Philadelphia 76ers     |
| 1968-1969 | Oscar Robertson (9)  | Cincinnati Royals      | Jerry West (8)       | Los Angeles Lakers     |
| 1969-1970 | Billy Cunningham (2) | Philadelphia 76ers     | John Havlicek (5)    | Boston Celtics         |
| 1969-1970 | Connie Hawkins       | Phoenix Suns           | Gus Johnson (3)      | Baltimore Bullets      |
| 1969-1970 | Willis Reed (4)      | New York Knicks        | Lew Alcindor         | Milwaukee Bucks        |
| 1969-1970 | Jerry West (9)       | Los Angeles Lakers     | Lou Hudson           | Atlanta Hawks          |
| 1969-1970 | Walt Frazier         | New York Knicks        | Oscar Robertson (10) | Cincinnati Royals      |